# Intimate (Fernsehserie)
Intimate. ist eine deutsche Comedy-Fernsehserie, die seit 2023 auf der Streaming-Plattform Joyn und bei ProSieben gezeigt wird.

## Besetzung

### Hauptdarsteller
| Darsteller      | Rolle | Staffel | Zeitraum |
| --------------- | ----- | ------- | -------- |
| Bruno Alexander | Bruno | 1–      | 2023–    |
| Emil Belton     | Emil  | 1–      | 2023–    |
| Oskar Belton    | Oskar | 1–      | 2023–    |
| Max Mattis      | Max   | 1–      | 2023–    |
| Leonard Fuchs   | Leo   | 1–      | 2023–    |

### Nebendarsteller
| Darsteller               | Rolle              | Staffel        |
| ------------------------ | ------------------ | -------------- |
| Lukas von Horbatschewsky | Florian            | 1-2 (9 Folgen) |
| Valerie Stoll            | Isabella           | 1-2 (9 Folgen) |
| Robert Wilde             | Regisseur Felix    | 1-2 (7 Folgen) |
| Jonas Nay                | Jonas Nay          | 1-2 (6 Folgen) |
| Tom Sielski              | Regieassistent Tom | 1-2 (5 Folgen) |
| Catrin Striebeck         | Stefanie           | 1-2 (4 Folgen) |
| Heike Makatsch           | Alice              | 1 (5 Folgen)   |
| Franziska Brandmeier     | Marie              | 1 (4 Folgen)   |
| Paulus Goerden           | Paulus             | 2 (4 Folgen)   |
| Paulita Pappel           | Paulita            | 2 (4 Folgen)   |
| Milena Tscharntke        | Charlotte          | 2 (3 Folgen)   |
| Helena Zengel            | Nyla               | 2 (3 Folgen)   |
| Merlin Sandmeyer         | Merlin Sandmeyer   | 2 (3 Folgen)   |
| Luise von Stein          | Produzentin Carina | 2 (3 Folgen)   |

## Entstehung
Intimate. basiert auf der gleichnamigen YouTube-Serie der Macher, die zwischen 2017 und 2020 veröffentlicht wurde. Inspiriert von der kurz zuvor gestarteten Impro-Comedyserie jerks. mit Christian Ulmen und Fahri Yardim traten Bruno Alexander, Emil und Oskar Belton, Max Mattis, Leonard Fuchs und Luis Lauschner als fiktionalisierte Versionen ihrer selbst auf. In unregelmäßigen Abständen entstanden fünfzehn Folgen. Alexander, die Beltons, Fuchs und Mattis entwickelten in der Folge Pläne für eine Staffel mit übergreifendem Handlungsbogen, um damit an einen TV-Sender heranzutreten und das Projekt professionell umzusetzen. Die Produktionsfirma Pyjama Pictures von Carsten Kelber und jerks.-Hauptdarsteller Christian Ulmen wurde auf sie aufmerksam und vertraute Alexander und den Belton-Brüdern die Umsetzung der Comedyserie Die Discounter für Amazon Prime Video an, weshalb für Intimate. zunächst keine Zeit war. 2022 bestellte der Streamingdienst Joyn dann eine erste Staffel mit acht Folgen, die im August und September des Jahres gedreht wurde. Die Serie ist eine Produktion von Kleine Brüder, der Firma von Alexander, Mattis, Fuchs und den Beltons, in Zusammenarbeit mit Pyjama Pictures. Die Dreharbeiten zur zweiten Staffel mit wiederum acht Folgen sowie einer Making-of-Episode fanden zwei Jahre später, von September bis Oktober 2024, statt.

## Veröffentlichung
Die erste Staffel der Serie wurde ab 24. März 2023 wöchentlich in Doppelfolgen auf der Streaming-Plattform Joyn veröffentlicht und seit dem 4. April 2023 im Wochenrhythmus bei ProSieben ausgestrahlt. Eine zweite Staffel ist seit dem 1. April 2025 bei Joyn abrufbar und wurde ab dem 8. April 2025 bei ProSieben ausgestrahlt.

## Inhalt
Bruno, Leo, Max und die Zwillinge Emil und Oskar sind junge Erwachsene, leben in Hamburg und sind seit ihrer Schulzeit beste Freunde. Bruno und Oskar sind Schauspieler bei Soko Undercover, einer Krimiserie bei den Öffentlich-Rechtlichen, streben aber nach Höherem. Emil arbeitet bei einem Lieferdienst und versucht, seine Ex-Freundin zurückzugewinnen. Leo schlägt sich mit Gelegenheitsjobs in der Gastronomie durch. Er ist seit zwei Jahren mit Florian zusammen, betrügt ihn aber. Max versucht, ein eigenes Modelabel aufzubauen und muss sich damit auseinandersetzen, dass seine Freundin Isabella deutlich andere Vorstellungen von einem erfüllten Sexualleben hat als er. 
Die Hauptdarsteller spielen laut eigenen Angaben sehr überspitzte Versionen ihrer selbst. Einige biografische Details sind dem echten Leben entnommen: So wird mehrmals auf Alexanders ehemalige Rolle in der Kinderserie Die Pfefferkörner Bezug genommen und das Emilie-Wüstenfeld-Gymnasium gezeigt, an dem Alexander, die Belton-Brüder und Fuchs 2018 wirklich ihr Abitur ablegten. Andererseits begegnen sich Oskar und Roland Møller, die in der Realität gemeinsam im Film Unter dem Sand – Das Versprechen der Freiheit auftraten, in der Serie in der ersten Folge zum ersten Mal. Im Vergleich zum vorangegangenen YouTube-Format sind die Figuren der Serie stärker fiktionalisiert und individueller charakterisiert. Die beiden Serien weichen inhaltlich in mehreren Punkten voneinander ab und können daher nicht als Teil derselben Kontinuität angesehen werden. Dennoch wird am Ende von Folge 2x05, Back To School, eine Montage mit mehreren Clips aus der Webserie gezeigt.  

## Episodenliste

### Staffel 1
| Nr. (ges.) | Nr. (St.) | Originaltitel                | Erstveröffentlichung (D) | Regie                                                     | Drehbuch                                                              | TV-Ausstrahlung (D) |
| --- | --------- | ---------------------------- | ------------------------ | --------------------------------------------------------- | --------------------------------------------------------------------- | ------------------- |
| 1 | 1         | Krugkoppelbrücke             | 24. März 2023            | Bruno Alexander, Oskar Belton, Emil Belton, Leo Fuchs     | Bruno Alexander, Oskar Belton, Emil Belton, Leo Fuchs, Max Mattis     | 4. Apr. 2023        |
| Emil versucht, seine Ex-Freundin Marie zurückzugewinnen, indem er mithilfe von Max seinen eigenen Tod vortäuscht. Währenddessen haben Oskar und Bruno Schwierigkeiten, ihren Text für eine Vorabendserie auswendig zu lernen und geraten dadurch in Konflikt mit dem Hauptdarsteller Roland Møller. In der Zwischenzeit muss Leo seinen Freund Florian davon abhalten, in eine WG mit Leos letztem One-Night-Stand zu ziehen. |           |                              |                          |                                                           |                                                                       |                     |
| 2 | 2         | Doppeldate                   | 24. März 2023            | Bruno Alexander, Oskar Belton, Emil Belton, Leo Fuchs     | Bruno Alexander, Oskar Belton, Emil Belton, Leo Fuchs, Max Mattis     | 4. Apr. 2023        |
| Oskar organisiert ein Doppeldate für ihn und Bruno, aber dieser sagt ab, als ihm zufällig die deutlich ältere Alice begegnet. Bruno verliebt sich sofort und will mehr über sie erfahren. Oskar rekrutiert Emil für das Date. Max' Freundin Isabella will ihr gemeinsames Sexleben aufpeppen, aber ihre Vorstellungen passen nicht zusammen. Leo hat Florian bei sich einziehen lassen, möchte ihn aber schnell wieder loswerden, da Florian den chaotischen Zustand der WG beanstandet. Emils und Oskars Date nimmt eine Wendung, als sich eins der Mädchen als ehemalige Mitschülerin entpuppt, die von den Jungs gemobbt wurde. Bruno kommt an Alices Nummer und muss feststellen, dass sie die Frau seines Regisseurs Felix ist. |           |                              |                          |                                                           |                                                                       |                     |
| 3 | 3         | Grüne Jugend                 | 31. März 2023            | Bruno Alexander, Emil Belton, Oskar Belton, Leonard Fuchs | Bruno Alexander, Emil Belton, Oskar Belton, Leonard Fuchs, Max Mattis | 11. Apr. 2023       |
| Die Zwillinge wollen Geburtstag feiern. Damit ihr Vermieter ihnen eine Party genehmigt, verbringt Oskar Zeit mit dessen nerdigem Sohn Keno. Auf der Suche nach Gästen treffen Emil und Bruno auf Umweltaktivisten und stimmen zu, sich an Bäume zu ketten, um deren Abriss zu verhindern. Max will Isabellas Vater überreden, in seinen Modemarken-Start-up zu investieren. Dieser entpuppt sich als Auftraggeber der Rodung. Oskar lädt heimlich eine Internetbekanntschaft von Keno zur Feier ein und versucht vergeblich, bei ihr zu landen. |           |                              |                          |                                                           |                                                                       |                     |
| 4 | 4         | Sexszene                     | 31. März 2023            | Bruno Alexander, Emil Belton, Oskar Belton, Leonard Fuchs | Bruno Alexander, Emil Belton, Oskar Belton, Leonard Fuchs, Max Mattis | 11. Apr. 2023       |
| Bruno und Oskar finden, am Set zu wenig Anerkennung zu bekommen, blitzen aber mit Sonderwünschen ab. Als Alice Felix am Set besucht, erkennt sie Bruno aus der Sauna wieder. Leo betrügt Florian erneut mit Jonas und macht im Drogenrausch eine unangenehme Ersterfahrung mit passivem Analsex. Emil will Marie eine Liebesbotschaft überbringen und startet mit Max eine illegale Graffitiaktion. Nachdem Bruno Alice nach Hause gefahren hat, kommen sich die beiden näher. Oskar dreht zunächst widerwillig eine Sexszene mit einer ehemaligen Komparsin. Leo gesteht Florian seine Affäre, woraufhin dieser sofort mit ihm Schluss macht. |           |                              |                          |                                                           |                                                                       |                     |
| 5 | 5         | Herpes                       | 7. Apr. 2023             | Bruno Alexander, Emil Belton, Oskar Belton, Leonard Fuchs | Bruno Alexander, Emil Belton, Oskar Belton, Leonard Fuchs, Max Mattis | 18. Apr. 2023       |
| Oskar entdeckt Herpes bei sich und überredet Emil zum Rollentausch. Am Set erweist sich Emil als Naturtalent und stiehlt sogar Bruno die Show, was diesem gar nicht behagt. Oskar übernimmt Emils Lieferdienst und trifft überraschend auf dessen Ex Marie. Max durchlebt eine Krise, da kein Modegeschäft seine Pullover ankaufen will und Isabella sich eine offene Beziehung wünscht. Leo kämpft mit einem Hautausschlag und will zum Arzt. Da ihm jedoch sowohl Versichertenkarte als auch Personalausweis fehlen, erlebt er eine Odyssee zwischen Arztpraxis, Bürgeramt und Polizeistation. |           |                              |                          |                                                           |                                                                       |                     |
| 6 | 6         | Kampen statt Campen          | 7. Apr. 2023             | Bruno Alexander, Emil Belton, Oskar Belton, Leonard Fuchs | Bruno Alexander, Emil Belton, Oskar Belton, Leonard Fuchs, Max Mattis | 18. Apr. 2023       |
| Nach Leo haben sich nun auch die anderen Jungs mit der Krätze angesteckt. Sie beschließen, dass sie ihre Quarantäne statt in der Wohnung genauso gut auf dem Zeltplatz absitzen können, und fahren nach Sylt — allerdings ohne Leo, der das Rennen um die verfügbaren Sitze in Max’ Auto verliert. In der Nacht vertreibt der Regen die Jungs vom Zeltplatz und der gute Vorsatz, sich zu isolieren, wird über Bord geworfen. Bruno and Emil suchen Unterschlupf bei einer Gruppe junger Frauen, die sich als Hospizpatientinnen im letzten Urlaub herausstellen, während Oskar und Max eine Hausparty von Comedian Chris Tall aufsuchen. |           |                              |                          |                                                           |                                                                       |                     |
| 7 | 7         | LARP – Live Action Role Play | 14. Apr. 2023            | Bruno Alexander, Emil Belton, Oskar Belton, Leonard Fuchs | Bruno Alexander, Emil Belton, Oskar Belton, Leonard Fuchs, Max Mattis | 25. Apr. 2023       |
| Bruno und Emil sind gemeinsam zu einem Casting eingeladen. Als Bruno abgewiesen wird, schiebt er sein Versagen darauf, den Produzenten „zu weiß, zu hetero, zu männlich“ gewesen zu sein. Emil gibt sich daraufhin als nicht-binär aus, um seine eigenen Chancen zu steigern. Um seinen Vermieter zu besänftigen, bietet Oskar an, dessen Sohn Keno gemeinsam mit Leo und Max zu einem LARP-Festival zu begleiten. Oskar entwickelt Interesse am Spiel, als er herausfindet, dass es eine holde Maid zu retten gibt. Leos Laune ist im Keller, da Florian nicht mit ihm reden will. Max, der unfreiwillig in einer offenen Beziehung steckt, macht eine vermeintlich bodenständige Bekanntschaft. Bruno will seine Affäre Alice in ihrer Wohnung überraschen, wird aber von Felix erwischt, der glaubt, Bruno habe ihn verführen wollen; in seiner Not behauptet Bruno, schwul zu sein. |           |                              |                          |                                                           |                                                                       |                     |
| 8 | 8         | Lass sie geh’n               | 14. Apr. 2023            | Bruno Alexander, Emil Belton, Oskar Belton, Leonard Fuchs | Bruno Alexander, Emil Belton, Oskar Belton, Leonard Fuchs, Max Mattis | 25. Apr. 2023       |
| Bruno macht beim „Proudly Gay“-Outing-Event von Die Zeit mit. Als eine Produzentin, die „authentisch“ besetzen will, Bruno tatsächlich für eine große Streaming-Serie in Betracht zieht, behauptet der neidische Oskar, bisexuell zu sein. Leo, der als Brunos „Freund“ ebenfalls bei dem Event ist, trifft dort auf Florian und findet heraus, dass dieser und seine Ex-Affäre Jonas nun ein Paar sind. Emil ist hoffnungsfroh, als Marie ihn im Schwimmbad treffen will, muss aber feststellen, dass sie nur einen ihrer anderen Ex-Freunde eifersüchtig machen möchte, und gibt ihr Werben um sie auf. Max besucht mit Isabella einen Swingerclub, fühlt sich dabei aber anders als sie sehr unwohl. Bruno findet heraus, dass Oskar ebenfalls eine Affäre mit Alice hat. Als die beiden sie gemeinsam besuchen, initiiert sie einen Dreier, bei dem sie von Felix erwischt werden.  |           |                              |                          |                                                           |                                                                       |                     |

### Staffel 2
| Nr. (ges.) | Nr. (St.) | Originaltitel        | Erstveröffentlichung (D) | Regie                                                     | Drehbuch                                   | TV-Ausstrahlung (D) |
| --- | --------- | -------------------- | ------------------------ | --------------------------------------------------------- | ------------------------------------------ | ------------------- |
| 9 | 1         | Phönix aus der Asche | 1. Apr. 2025             | Bruno Alexander, Emil Belton, Oskar Belton, Leonard Fuchs | Bruno Alexander, Emil Belton, Oskar Belton | 8. Apr. 2025        |
| Bruno und Oskar nehmen ihr Outing zurück und drehen ein Entschuldigungsvideo, das aber kaum Resonanz erhält. Fahri Yardim rät ihnen, die Kontroverse zu suchen und sich „canceln“ zu lassen. Dafür bietet er ihnen seinen Platz bei einer TV-Talkshow an. Bruno und Oskar nehmen das Angebot wahr und verlassen die Dreharbeiten zu Soko Undercover, woraufhin Felix sie feuert. Emil hat eine Musikkarriere als Rapper namens „Ketapan“ im Blick. Manager Max will alles ganz langsam angehen und gerät darüber in Konflikt mit Leo, der Emils erstes Musikvideo drehen soll. Bei der Talkshow kommen Bruno und Oskar nicht zu Wort, weil der „Cancel-König“ Fynn Kliemann für einen neuen Skandal sorgt. So stehen sie am Ende ohne Aufmerksamkeit oder Job da. |           |                      |                          |                                                           |                                            |                     |
| 10 | 2         | Polygamie            | 1. Apr. 2025             | Bruno Alexander, Emil Belton, Oskar Belton, Leonard Fuchs | Bruno Alexander, Emil Belton, Oskar Belton | 8. Apr. 2025        |
| Oskars neue Freundin Charlotte zieht bei ihm ein und verlangt, dass er Emil aus der Wohnung wirft. Emil blitzt bei Bruno und Leo mit der Bitte ab, bei ihnen wohnen zu dürfen. Oskar und Charlotte treffen sich mit Max und Isabella. Als das Thema Polyamorie zur Sprache kommt, zeigen sich Oskar und Isabella begeistert von dem Konzept. Im Irrglauben, Max und Charlotte würden es ihnen gleichtun, haben sie Sex. Später kündigt Isabella Max an, eine Dreierbeziehung zu wollen. Bruno und Leo begegnen Jonas und Florian. Jonas bietet dem arbeitslosen Bruno eine Rolle an, die er selber ablehnen musste. Emil freundet sich mit der Jugendlichen Nyla an. Sie lädt ihn zu sich nach Hause ein und kann ihren Vater, Rapper Sido, überreden, dass Emil harmlos ist. Als er jedoch schlafwandelnd gegen die Wand uriniert, wird er rausgeschmissen und sucht Unterschlupf bei Bruno und Leo, die ihn doch bei sich wohnen lassen.     |           |                      |                          |                                                           |                                            |                     |
| 11 | 3         | Mädchenflohmarkt     | 1. Apr. 2025             | Bruno Alexander, Emil Belton, Oskar Belton, Leonard Fuchs | Bruno Alexander, Emil Belton, Oskar Belton | 15. Apr. 2025       |
| Um als Schauspieler im Gespräch zu bleiben, nehmen Bruno und Oskar widerwillig Rollen in einem HbfK-Abschlussfilm der Regisseurin Paulita Pappel an. Während Oskar auch bei der Low-Budget-Produktion seine Starallüren pflegen will, verguckt sich Bruno in Paulita. Leo und Emil verkaufen ihre Sachen auf einem Flohmarkt. Als Emil eine unglückliche Figur macht, wirft Leo ihm vor, kein „Alphamännchen“ zu sein. Der Künstler Paulus vom benachbarten Stand gibt Leo Kontra. Obwohl sie wenig Gemeinsamkeiten finden, landen sie miteinander im Bett. Isabella überrascht Max beim Wohnungsputz mit einem Rollenspiel und fordert ihn auf, es ihr gleichzutun. Sein Schaffneroutfit stößt bei ihr aber nicht auf Begeisterung. |           |                      |                          |                                                           |                                            |                     |
| 12 | 4         | TTT                  | 1. Apr. 2025             | Bruno Alexander, Emil Belton, Oskar Belton, Leonard Fuchs | Bruno Alexander, Emil Belton, Oskar Belton | 15. Apr. 2025       |
| Bruno, Leo, Oskar und Emil landen auf der Suche nach Action in einem Technoclub, in dem Tischtennis gespielt wird. Dort treffen sie nicht nur auf Paulus, der als Awareness-Beauftragter die Gäste einweist, sondern auch auf Max und Isabella. Max stellt sich als regelmäßiger Gast heraus, der hier von allen respektiert wird. Die anderen können mit dem Club nichts anfangen, ecken bei den Stammgästen an und machen sich über Max lustig, dem daraufhin der Kragen platzt. Nachdem er seine Freunde zusammengestaucht hat, werden sie rausgeworfen. Zu Hause kokst Isabella mit Paulus und fragt ihn, ob er sich eine Dreierbeziehung mit ihr und Max vorstellen kann. Paulus ist interessiert, aber Max überfordert. Er bittet seine Freunde per Telefon, einen Notfallanruf vorzutäuschen, um der Situation entgehen zu können, was diese nach anfänglicher Ablehnung auch tun. Gemeinsam verbringen die Jungs den restlichen Abend. |           |                      |                          |                                                           |                                            |                     |
| 13 | 5         | Back to School       | 1. Apr. 2025             | Bruno Alexander, Emil Belton, Oskar Belton, Leonard Fuchs | Bruno Alexander, Emil Belton, Oskar Belton | 22. Apr. 2025       |
| Emil und Leo besuchen ihre ehemalige Schule, an der an diesem Tag ein Theaterstück aufgeführt wird, bei dem Nyla und Florians Bruder Tobias mitmachen. Leo sorgt dafür, dass Tobias, der eigentlich nur zweite Wahl ist, die Hauptrolle spielen kann. Charlotte besucht Oskar am Set und muss feststellen, dass Oskar ihr einiges über die Größe des Films und seiner Rolle vorgeschwindelt hat. Bruno will Paulita mit seinem Method Acting beeindrucken und den Hauptdarsteller Merlin Sandmeyer ausstechen, rechnet aber nicht mit dessen Improvisation. Emil und Leo überreden Nyla und ihre Freunde sowie Florian, in der Schule zu übernachten. Der frühere Mädchenschwarm Emil versteht nicht, warum Nylas Freunde ihn nicht für cool halten. Florian und Leo kommen sich wieder näher. Auf Drängen Isabellas trifft sich Max mit Paulus, um die Möglichkeiten der Dreierbeziehung auszuloten.                                          |           |                      |                          |                                                           |                                            |                     |
| 14 | 6         | Höhenflug            | 1. Apr. 2025             | Bruno Alexander, Emil Belton, Oskar Belton, Leonard Fuchs | Bruno Alexander, Emil Belton, Oskar Belton | 22. Apr. 2025       |
| Emil hat von seiner Mutter Geld erhalten, um in einem Tonstudio einen Song aufzunehmen, doch weder er noch Max haben Ideen. Max klaut daraufhin einem Rapper im benachbarten Studio den Text. Emil kann Ski Aggu überzeugen, bei dessen Konzert als Voract aufzutreten, blamiert sich dort aber kräftig. Oskars und Brunos Film wird beim Filmfestival Hamburg gezeigt. Bei der Premiere kündigen sie eine große Aftershowparty in ihrem Hotelzimmer an, um dann feststellen zu müssen, fast komplett aus dem Film herausgeschnitten worden zu sein. Niemand kommt zur Party außer Regisseurin Paulita, die überraschend Interesse an Bruno zeigt. |           |                      |                          |                                                           |                                            |                     |
| 15 | 7         | Partyboot            | 1. Apr. 2025             | Bruno Alexander, Emil Belton, Oskar Belton, Leonard Fuchs | Bruno Alexander, Emil Belton, Oskar Belton | 29. Apr. 2025       |
| Emil und Oskar besuchen ihre Großmutter, die Geburtstag feiert, im Altenheim. Die Bewohner feiern Fernsehstar Oskar, während niemand Emil Beachtung schenkt. Auch Oma Iris macht keinen Hehl daraus, wer ihr Lieblingsenkel ist. Nur die Seniorin Ingrid interessiert sich nicht für Oskar, weshalb Emil ihr besondere Dankbarkeit zeigt. Collien Ulmen-Fernandes stellt Bruno eine Rolle bei einem Filmprojekt in Aussicht. Beim Minigolfspielen treffen er, Max und Leo auf eine reiche Clique, mit der sie feiern gehen. Die Partystimmung kippt, als die Clique ihr wahres Gesicht zeigt — für Bruno zu einem sehr ungelegenen Zeitpunkt. |           |                      |                          |                                                           |                                            |                     |
| 16 | 8         | Crime Dinner         | 8. Apr. 2025             | Bruno Alexander, Emil Belton, Oskar Belton, Leonard Fuchs | Bruno Alexander, Emil Belton, Oskar Belton | 29. Apr. 2025       |
| Oskar und Charlotte veranstalten ein Krimidinner. Weil Emil mangels Begleitung nicht eingeladen ist, bittet er Nyla, seine volljährige Freundin zu spielen. Max, Isabella und Paulus präsentieren ihre Dreierbeziehung. Bruno gibt sich überaus intellektuell und politisch korrekt, um Paulita zu gefallen, die ihn durchschaut. Leo bringt Florian mit, der ungewohnt selbstbewusst agiert und ihm klarmacht, dass er mit Jonas zusammenbleiben will. Auch bei Paulus blitzt Leo ab. Als es zwischen diesem und Max ernsthaft funkt, merkt Isabella, dass sie außen vor ist. Nylas wahres Alter fliegt auf, als sie ihre erste Periode bekommt. Der Abend endet im Desaster. Nach einem Zeitsprung sind Oskar und Bruno zurück bei Soko Undercover und spielen nun Gesetzeshüter statt Verbrecher; Emil erhält einen Plattenvertrag; und Florian eröffnet Leo unter Tränen, dass Jonas tot ist.                                              |           |                      |                          |                                                           |                                            |                     |
| 17 | 9         | Behind the Scenes    | 8. Apr. 2025             | Hendrik Gutmann, Noel Pelit Anatol Kaya                   | –                                          | 29. Apr. 2025       |
| Ein Blick hinter die Kulissen der Dreharbeiten zur zweiten Staffel. |           |                      |                          |                                                           |                                            |                     |

## Rezeption

### Auszeichnungen
Deutscher Fernsehpreis
- 2023: Förderpreis der Jury des Deutschen Fernsehpreises
  - "In der deutschen Comedy-Szene sind diese fünf Freunde so etwas wie die Band der Stunde. Ihre Serie „INTIMATE.“ zerrt Konventionen, Schamlosigkeiten und Tabus, mit denen Menschen Anfang 20, und nicht nur die, zu kämpfen haben, gnadenlos authentisch vor die Kamera. Das ist Impro-Comedy mit besonderem Echtheitszertifikat – und obendrein vom Kollektiv selbst geschrieben, gespielt, inszeniert, geschnitten und produziert. Nichts scheint den klaren Blicken dieser Hamburger Jungs zu entgehen. Mit anarchischer Freude nehmen sie das Chaos des Alltäglichen lustvoll und immer wieder selbstironisch ins Visier und schaffen so überraschend intime, extrem witzige und letztlich wunderbar wahrhaftige Fernsehmomente."
- 2023: Nominierung in der Kategorie Bester Schnitt/Montage Fiktion an Bruno Alexander, Emil Belton, Oskar Belton und Paul Sommerhalter